# 제1종 국민주택채권
제1종 국민주택채권은1960년대 처음 발행이후 꾸준하게 무주택 서민들에게 주택을 공급할 목적으로 모으는 국민주택기금을 마련하기 위해 발행되는 국채 중 하나로 주택건설촉진법 시행령에서 정한 당해 면허/허가/인가/등기 등록을 신청하는자, 또는 국가, 지방자치단체, 정부투자 기관과 건설공사의 도급계약을 체결하는 자 등은 일정비율에 따라 의무적으로 매입해야 하는 소위 첨가소화형채권이다.

## 표면이자율
한때는 표면이자율이 5% ~ 10% 이었으나, 2012.07.31일 국민주택법 개정으로 현재 1종 채권 표면이자율은 3%에서 2.5%으로 0.5%가량 낮춰졌으며, 만기 때에는 종합과세로 부과하며 15.4% 이자에 대한 세금이 존재한다.

## 만기 종류
1년, 3년, 5년 채권으로 발행된다.

## 원금 및 이자 시효
원금은 만기로부터 5년 이내, 이자는 만기로부터 2년이내로 신고해야 한다.(다만, 실물채권보유자만 해당)

## 인용
국민주택법 제95조 제2항 ~ 4항
한국증권업협회 증권시장 이해(http://www.ksda.or.kr/ebook/default.htm)